# مارهانيس أوريب ويدودو
مارهانيس أوريب ويدودو هو نائب الوصي على بليتار ريجنسي، جاوة الشرقية، إندونيسيا للفترة 2014-2019. وبصرف النظر عن قدراته المالية، فهو يتمتع أيضًا بقاعدة دعم معروفة بأنها متشددة ومخلصة. وبخلافه، دخلت زوجتاه وأولاده أيضًا عالم السياسة. ومن المؤكد أن يعود مارهاينيس إلى مقعد بليتار ريجنسي مجلس تمثيل الشعب منطقة للفترة 2024-2029 لأنه حصل على عدد كبير من الأصوات خلال الانتخابات العامة جمهورية إندونيسيا 2024.

## حياة مهنية
- عضو جمعية بليتار ريجنسي DPRD 2004 - 2009
- عضو جمعية بليتار ريجنسي DPRD 2009 - 2014
- رئيس مجلس إدارة بليتار ريجنسي DPRD 2014 - 2015
- نائب وصي بليتار ريجنسي 2015 - 2020 [3]

## مرجع
1. ↑  Berita Jatim، فريق الصحافة. "www.beritajatim.com". Berita Jatim. مؤرشف من الأصل في 2023-12-16. اطلع عليه بتاريخ 2024-02-27.
2. ↑  فريق تحرير الموقع، Koran Memo. "www.koranmemo.com". Memo. مؤرشف من الأصل في 2024-02-27. اطلع عليه بتاريخ 2024-02-27.
3. ↑  فريق إدارة الموقع الرسمي، Kabupaten Blitar. "PPID.blitarkab.go.id" (PDF). PPID Kabupaten Blitar. مؤرشف من الأصل (PDF) في 2023-12-16. اطلع عليه بتاريخ 2024-02-28.

## الوصلات الخارجية
- (بالإندونيسية) Berita Jatim
- (بالإندونيسية) Memo Cyber News